# Härmhök
Tachyspiza (Tachyspiza imitator) är en hotad fågel i familjen hökar. Den förekommer enbart i skogar och skogsbryn i Salomonöarna. Arten är fåtalig och tros minska i antal.

## Utseende och läte
Härmhöken är en liten (28-33 cm), svartvit hök. Ovansidan är svart och undersidan vit. Ögat är rödbrunt. Den uppträder i två former, en med vitt på strupe och bröst, en med svart. Möjligen förekommer även en helsvart form. Ungfågeln är rostfläckig med tunt svartbandad på undersidan. Fåglar med vit strupe är mycket lika skathöken, men denna är mörkgrå ovan med ljusare grå ving- och stjärtundersidor, orangefärgat öga samt ofta med rostfärgad krage. Ungfågeln är svartstreckad och droppfläckig under. Lätet är ett ylande "reo", möjligen förekommer även ett tjattrande ljud.

## Utbredning och systematik
Fågeln förekommer på öarna Bougainville, Choiseul och Santa Isabel i ögruppen Salomonöarna. Den behandlas som monotypisk, det vill säga att den inte delas in i några underarter.

### Släktskap
Arten placerades tidigare i släktet Accipiter. Genetiska studier visar dock att släktet så som det traditionellt är konstituerat är parafyletiskt, där kärrhökarna i Circus är inbäddade, men också släktena Erythrotriorchis och Megatriorchis. För att kärrhökarna ska kunna behållas i ett eget släkte delas därför Accipiter delas upp i flera mindre släkten, däriblamd Tachyspiza.

## Levnadssätt
Härmhöken har noterats i skog och skogsbryn upp till åtminstone 400 meters höjd, möjligen upp till 1000 meter. En individ har setts äta på en kastanjebukig monark (Monarcha castaneiventris). Dess ekologi är dåligt känd, liksom hur den skiljer sig från skathöken (Tachyspiza albogularis), men dess kortare vingar och stjärt samt längre ben tyder på att den är mer anpassad till ett leverne inne i skogar.
Dess häckningsbiologi är likaså nästintill okänd. En hane med förstorade testiklar har noterats i månadsskiftet juni–juli och en hona i häckningstillstånd i början av oktober.

## Status och hot
Härmhöken tros ha en mycket liten världspopulation uppskattad till mellan 700 och 5000 vuxna individer fördelade på flera öar. Den är dock mycket dåligt känd och ses så sällan att alla uppskattningar egentligen inte är annat än gissningar. Arten tros också minska till följd av skogsavverkning. Internationella naturvårdsunionen IUCN kategoriserar den som nära hotad.

## Namn
Fågeln svenska artnamn kommer av det vetenskapliga imitator som Ernst Hartert gav arten 1936 när han initialt förväxlade den med skathöken (Accipiter albogularis).